# John Gower

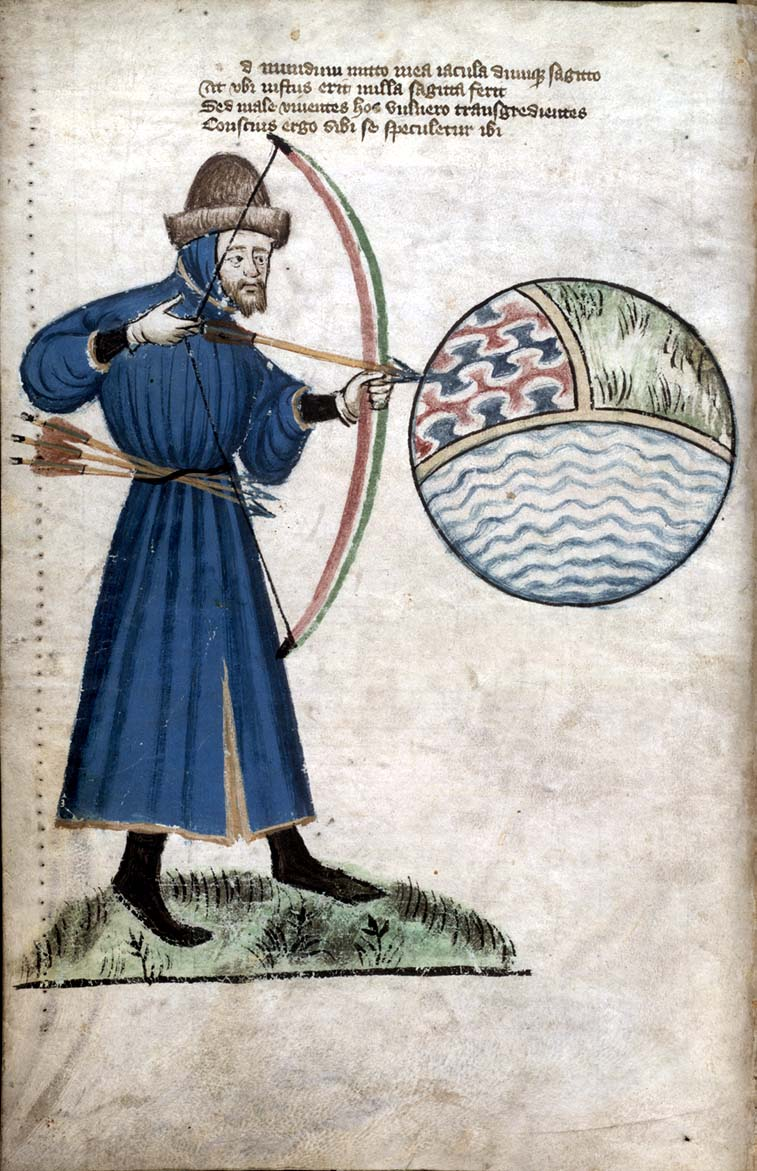
John Gower disparando sobre el mundo, una esfera de tierra, aire y agua.

John Gower (hacia 1330-octubre de 1408) fue un poeta inglés contemporáneo de William Langland y del Poeta Pearl y amigo de Geoffrey Chaucer.
John Gower es conocido fundamentalmente por tres obras principales, el Mirour de l'Omme, la Vox Clamantis y la Confessio Amantis, tres largos poemas escritos en anglo-normando, latín e inglés, respectivamente. que tratan de temas políticos y morales comunes. Está considerado como el primer poeta inglés por ser el primero en escribir en esa lengua.

## Biografía
Se conoce poco acerca de la primera parte de la vida de Gower. Pertenecía probablemente a una familia de Kent y es posible que se tratara de un terrateniente. Se cree que ejercía el Derecho en Londres o en sus inmediaciones.
En Londres, se relaciona mucho con la nobleza de la época. Parece ser que conocía personalmente a Ricardo II, ya que en el prólogo a la primera edición de la Confessio Amantis cuenta cómo al encontrarse casualmente con el rey a orillas del Támesis (probablemente hacia 1385), éste lo invitó a bordo de la nave real y que su conversación tuvo como consecuencia el encargo de una obra, que es la que más adelante se convertiría en la Confessio Amantis. Luego se alió al futuro Enrique IV, al que dedica las posteriores ediciones de la Confessio Amantis.
También está documentada su amistad con Chaucer. Cuando este último fue destinado en misión diplomática a Italia en 1378, Gower es una de las personas a las que Chaucer firmó una procuración para sus negocios en Inglaterra. Los dos poetas también se alabaron mutuamente en sus versos: Chaucer dedicó en parte su Troilus and Criseyde a "Gower el Moral", quien a su vez le devolvió el favor situando un elogio de Chaucer en boca de Venus al final de su Confessio Amantis.
Al final de su vida se retiró a la residencia que le proporcionó el priorato de Saint Mary Overeys (hoy catedral de Southwark), en donde se casó en 1398, probablemente en segundas nupcias: su esposa, Agnes Groundolf, le sobrevivió. En sus últimos años, quizás desde 1400 quedó ciego. Al morir en Londres en 1408, fue enterrado en una suntuosa tumba que sigue pudiendo verse en la iglesia del priorato en el que residía.

## Obra

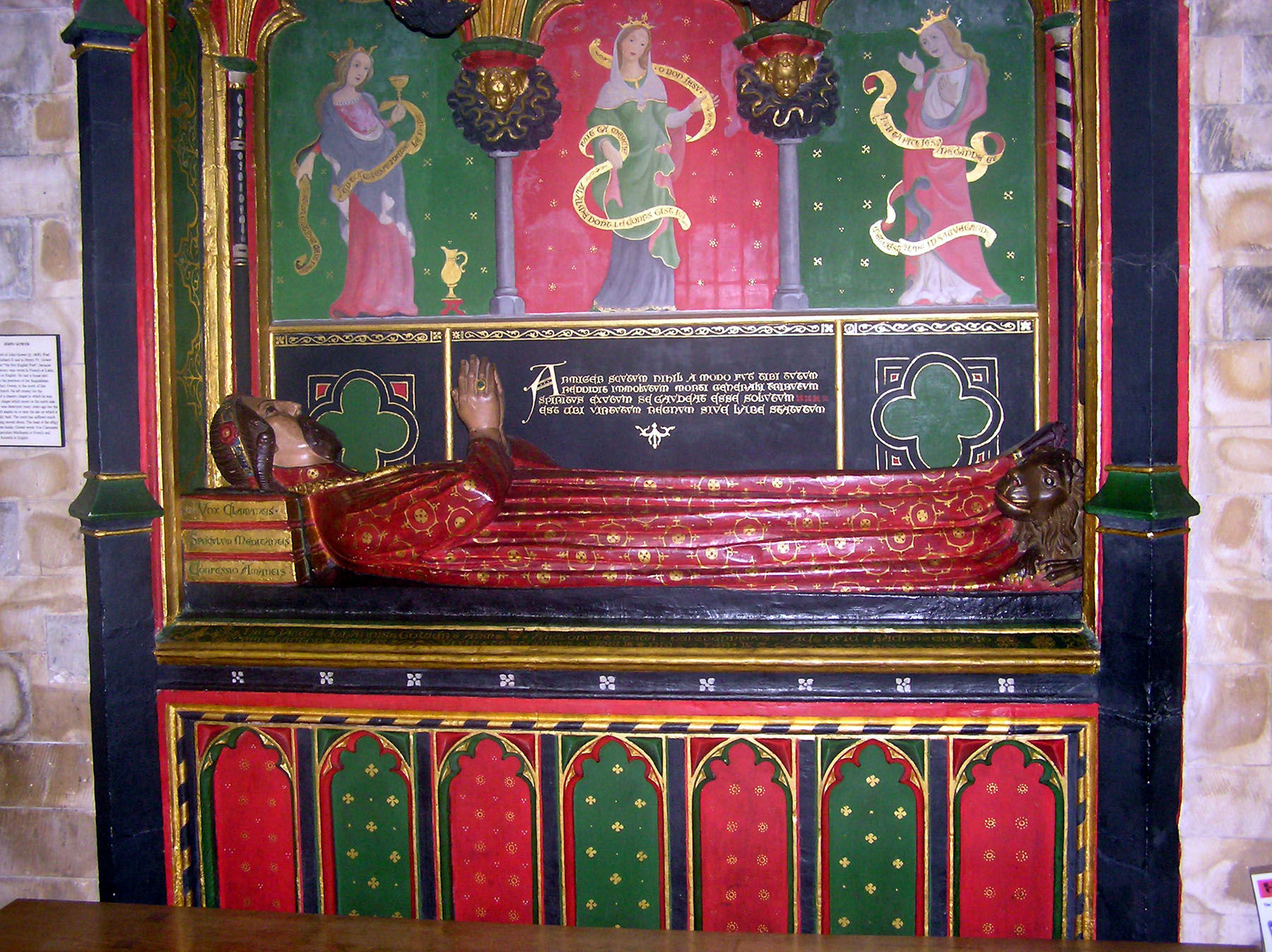
Tumba de John Gower en la catedral de Southwark.

A pesar de que Gower ha sido definido como poeta "moral" desde que Chaucer le atribuyera ese epíteto, sus versos son tanto religiosos, como políticos, históricos y morales. Su modo de expresión mayor es la alegoría, a pesar de que prefiera el estilo prosaico marcado por la fuerza y la claridad del narrador en las abstracciones complejas.
Sus primeras obras eran probablemente baladas en anglo-normando de las que no queda rastro. La primera de sus obras que ha sobrevivido estaba escrita también en esa lengua: es el Mirour de l'Omme, también conocido por su título latino de Speculum Meditantis ("Espejo del pensador"), poema de casi 30 000 versos con una explicación compacta acerca de la religión y de la moral.
La segunda obra mayor de Gower, Vox Clamantis ("Voz del Profeta"), está redactada en latín y su tema es la situación de Inglaterra. Incluye un comentario sobre la gran revuelta campesina de 1381 que se produjo en el momento en el que se redactaba el poema. Gower apoya a la aristocracia y al parecer quedó impresionado por el modo en que Ricardo II reprimió la rebelión.
Su tercera obra es la Confessio Amantis ("Confesión de los enamorados"), un poema de 30.000 versos en inglés medio, que utiliza la estructura de una confesión cristiana (presentada alegóricamente como una confesión de los pecados contra el amor) dentro de una historia sobre la que se intercalan muchos cuentos distintos. Al igual que en sus obras anteriores, el objeto de esta confesión es la moralidad, incluso cuando las historias parecen describir comportamientos más bien inmorales.
En sus últimos años, Gower escribió algunas obras menores en las tres lenguas: las Cinkante Ballades, una serie de baladas en anglo-normando para un público de nobles y ricos sobre temas románticos, y varios poemas dirigidos al nuevo rey Enrique IV que le servirán para obtener una pensión en forma de una donación anual de vino.
La recepción de la crítica hacia la poesía de Gower ha ido disminuyendo. Durante la Edad Media se le consideraba en general, junto a Chaucer, el padre de la poesía inglesa: su epitafio lleva por ello la inscripción "Anglorum Poeta celeberrimus". Sin embargo, su fama fue decayendo a lo largo del tiempo, en gran parte porque su obra se calificaba de demasiado didáctica o aburrida. Ha obtenido mayor reconocimiento durante el siglo XX, aunque no ha sido tan leído ni tan aceptado por la crítica como otros poetas principales de ese periodo.
Su obra Confessio Amantis fue traducida en la península ibérica, primero al portugués por Roberto Payno y después al castellano (a partir de la traducción portuguesa) por Juan de Cuenca (ca. 1400-1450). La traducción portuguesa se debió probablemente a la iniciativa de la reina Filipa de Lancáster, mujer del monarca portugués Joao I.

## Obras
- Le règne d'Édouard Ier, Ed. crítica y comentada de Jean-Claude Thiolier, Créteil, CELIMA, 1989.
- Mirour de l'Omme, East Lansing, Colleagues press, 1992.
- Œuvres complètes (français ancien-anglais moyen-latin), Ed. G. C. Macaulay, Grosse pointe, Scholarly press, 1968.